# Varpu Tikanoja
Varpu Maria Spronken-Tikanoja (Vaasa (Zweden), 7 oktober 1928 – Kelmond (gemeente Beek (Limburg), 9 april 1983) was een Fins-Nederlands schilder.

## Leven en werk
Tikanoja was een dochter van industrieel Frithiof Tikanoja en Ruusa Myntti. Haar vader had een uitgebreide kunstcollectie, die hij later schonk aan de gemeente Vaasa. Het voormalig woonhuis van de familie is ingericht als kunstmuseum Tikanojan taidekoti. Varpu ging kunstgeschiedenis studeren aan de universiteiten van Helsinki en Perugia. Ze maakte de overstap naar de praktijk en studeerde aan de Accademia di Belle Arti di Brera in Milaan onder Carlo Carrà. Naast Fins sprak ze onder meer Duits, Italiaans en Engels. Op een dag werd ze gevraagd de Nederlandse student Arthur Spronken (1930-2018) wegwijs te maken op de academie. Hij studeerde beeldhouwkunst bij Marino Marini. Het stel trok samen Italië door en Tikanoja's eerst geschilderd portret was een van Spronken. Na afronding van hun studie trouwden ze in 1955 in Finland. Ze vestigden zich in Spronkens ouderlijk huis in het Limburgse Beek. Ze kregen samen vier dochters en een zoon, van wie Caius, Siiri, Arja en Kore Spronken ook de kunstwereld in gingen. Het gezin bracht de zomers vaak in Finland door. In 1966 bouwden ze een eigen huis op een heuvel in Kelmond, Tikanoja ontwierp daarvoor een vloer in kiezelmozaïek. Hun landgoed kreeg de naam Varpulla, dat 'bij Varpu' betekent.
Tikanoja schilderde in olieverf in een abstraherende en non-figuratieve stijl landschappen, stillevens en droombeelden. Kools, kunstcriticus van de Leeuwarder Courant, schreef in 1963 over haar en haar werk: "Zij droomt, dompelt graag alles in een sprookjessfeer, laat de dingen uit de schemering opdoemen, heeft in haar verf- en kleurbehandeling een bekorende aarzeling en zij vertelt verhalen. Een vertelster met het penseel, die niet nalaat het verhaal te plaatsen in een gedetailleerde, bij het verhaal passende en sfeer-gevende, omgeving." Naast haar schilderwerk ontwierp ze ook mozaïeken en glas-in-loodramen.
Ze exposeerde samen met haar man onder andere in de Bonnefanten in Maastricht (1956), bij Kunsthandel Dejong Bergers in Maastricht (1957-1958), in het Princessehof in Leeuwarden (1963), in Cultureel Centrum Venlo (1967), bij galerie Nouvelle Images in Leiden (1972) en galerie Willy Schoots in Eindhoven (1973) en in 1981 opnieuw in het Bonnefantenmuseum. In 1960 namen ze samen deel aan de expositie Twaalf kunstenaars-echtparen in Limburg in Kasteel Hoensbroek, met Charles Eyck en Karin Eyck-Meyer, Gilles Franssen en Miets Franssen-Vrijens, Frans Gast en Margot Glebocki, Lou Jonas en Liesje Jonas-Peters, Piet Killaars en Hélène Killaars-van der Lubbe, Nic. Tummers en Vera van Hasselt-Tunissen, Wil Leenders en Annemarie Leenders-Kusters, Joep Nicolas en Suzanne Nijs, Teun Roosenburg en Jopie Roosenburg-Goudriaan, Rob Stultiens en Marijke Thunnissen en Mathieu Vroemen en Riet Jager.
Varpu Tikanoja overleed in 1983, op 54-jarige leeftijd. Postuum was haar werk onder andere te zien in de galerie Jacques van Rijn in Maastricht (1983), in het Tikanojan taidekoti in Vaasa en tijdens de expositie Kunst in liefde bloeiende?, met werk van vrouwelijke kunstenaars in Limburg in de wederopbouwperiode, onder wie Margot Glebocki, Vera van Hasselt en Suzanne Nijs, in Museum Valkenburg (2022).

## Enkele werken
- 1957 glas-in-loodramen (oorlogsmonument) voor de Sint-Petrus-en-Pauluskerk in Schipperskerk.[10]
- 1962 ontwerp met mozaïek voor het hoofdaltaar van de Onze-Lieve-Vrouw Geboortekerk in Ohé en Laak
- Moeder en kind, schilderij in de kunstcollectie van DSM.